# Vòng loại giải vô địch bóng đá nữ thế giới 2023 (play-off liên lục địa)
Trận play-off giữa các liên đoàn của vòng loại FIFA World Cup nữ 2023 sẽ xác định ba suất cuối cùng của vòng loại FIFA World Cup 2023. Giải đấu play-off sẽ được sử dụng như một sự kiện thử nghiệm để New Zealand đăng cai tổ chức trước Giải vô địch bóng đá nữ thế giới. Giải sẽ diễn ra từ ngày 18 đến ngày 23 tháng 2 năm 2023 và sẽ có 10 đội được chia thành ba bảng, đội thắng chung cuộc ở mỗi bảng sẽ giành vé tham dự Giải vô địch bóng đá nữ thế giới. Chủ nhà giải đấu New Zealand cùng với Argentina cũng sẽ đá giao hữu với các đội tham dự vòng play-off liên lục địa và với nhau trong khuôn khổ sự kiện.

## Thể thức
Vào ngày 24 tháng 12 năm 2020, Văn phòng Hội đồng FIFA đã phê duyệt phân bổ vị trí và thể thức của giải đấu play-off.
- AFC (Châu Á): 2 suất
- CAF (Châu Phi): 2 suất
- CONCACAF (Bắc Mỹ, Trung Mỹ và Caribe): 2 suất
- CONMEBOL (Nam Mỹ): 2 suất
- OFC (Châu Đại Dương): 1 suất
- UEFA (Châu Âu): 1 suất

Giải đấu play-off sẽ được tổ chức tại New Zealand như một sự kiện thử nghiệm trước khi họ đăng cai tổ chức Giải vô địch bóng đá nữ thế giới 2023. Nó sẽ có mười đội, được chia thành ba nhánh với 3 đội (với Bảng A và B) hoặc 4 đội (với Bảng C). 4 đội sẽ được xếp vào các nhánh dựa trên Bảng xếp hạng FIFA nữ thế giới, với Bảng A chứa hạt giống số 1, Bảng B chứa hạt giống số 2, và Bảng C chứa hạt giống số 3 và 4. Ở Bảng A và B, hai đội không nằm trong nhóm hạt giống sẽ đối đầu với nhau trong một trận bán kết. Đội thắng trong trận bán kết sẽ tiến vào trận chung kết play-off, đấu với đội hạt giống để giành một suất tham dự World Cup 2023. Ở Bảng C, đội nằm trong nhóm hạt giống sẽ đối đầu với một đội không nằm trong nhóm hạt giống ở bán kết. 2 đội thắng ở vòng bán kết đối đầu với nhau trong trận chung kết play-off để giành một suất tham dự World Cup 2023.
New Zealand và Argentina sẽ tham gia các trận giao hữu như một phần của sự kiện, trước tiên là đấu với các đội hạt giống ở bảng A và bảng B, sau đó hai lần đấu với nhau. Các trận giao hữu cũng sẽ diễn ra giữa đội thua ở trận bán kết của bảng A và B, cũng như hai đội thua ở trận bán kết của bảng C, qua đó đảm bảo rằng tất cả các đội đá play-off đều chơi hai trận tại sự kiện.
Lịch thi đấu được xác nhận vào ngày 4 tháng 7 năm 2022, với thời gian bắt đầu sẽ được công bố sau lễ bốc thăm. Úc ban đầu được lên kế hoạch là đồng chủ nhà của trận play-off, với đội tuyển quốc gia của họ tham gia các trận giao hữu, mặc dù FIFA đã xác nhận vào ngày 4 tháng 7 năm 2022 rằng chỉ có New Zealand sẽ đăng cai giải đấu.

## Các đội tuyển đã lọt vào vòng Play-off liên lục địa
| Liên đoàn | Vị trí                                                 | Đội               |
| --------- | ------------------------------------------------------ | ----------------- |
| AFC       | Hạng nhì Play-off Cúp bóng đá nữ châu Á 2022           | Đài Bắc Trung Hoa |
| AFC       | Hạng ba Play-off Cúp bóng đá nữ châu Á 2022            | Thái Lan          |
| CAF       | Thắng Play-off Cúp bóng đá nữ châu Phi 2022            | Sénégal           |
| CAF       | Thắng Play-off Cúp bóng đá nữ châu Phi 2022            | Cameroon          |
| CONCACAF  | Hạng ba Giải vô địch bóng đá nữ CONCACAF 2022 - Bảng A | Haiti             |
| CONCACAF  | Hạng ba Giải vô địch bóng đá nữ CONCACAF 2022 - Bảng B | Panama            |
| CONMEBOL  | Hạng tư Cúp bóng đá nữ Nam Mỹ 2022                     | Paraguay          |
| CONMEBOL  | Hạng năm Cúp bóng đá nữ Nam Mỹ 2022                    | Chile             |
| OFC       | Vô địch Cúp bóng đá nữ châu Đại Dương 2022             | Papua New Guinea  |
| UEFA      | Hạng ba Play-off khu vực châu Âu                       | Bồ Đào Nha        |

## Địa điểm
Hai địa điểm tổ chức giải đấu đã được FIFA xác nhận vào ngày 4 tháng 7 năm 2022.
| HamiltonAuckland | Hamilton             | Auckland                   |
| ---------------- | -------------------- | -------------------------- |
| HamiltonAuckland | Sân vận động Waikato | Sân vận động North Harbour |
| HamiltonAuckland | Sức chứa: 25,800     | Sức chứa: 22,000           |
| HamiltonAuckland |                      |                            |

## Hạt giống
Lễ bốc thăm vòng play-off sẽ được tổ chức vào ngày 14 tháng 10 năm 2022, 12:00 CEST (UTC+2) (17:00 theo giờ Việt Nam) tại Zurich, Thụy Sĩ. Bốn đội, bao gồm cả đội từ UEFA, sẽ được chia thành các nhóm dựa trên Bảng xếp hạng bóng đá nữ FIFA vào ngày 13 tháng 10 năm 2022, với tối đa một đội hạt giống cho mỗi liên đoàn. Các đội từ cùng một liên đoàn sẽ không được xếp vào cùng một nhóm. Đội có hạt giống cao nhất sẽ tự động được phân bổ vào Bảng A, với hạt giống cao thứ hai cũng được phân bổ tương tự cho Bảng B. Hai đội hạt giống còn lại sẽ được phân vào Bảng C. Đội bóng châu Âu tự động được xếp vào nhóm 1, để ngăn ba đội châu Âu bị bốc thăm vào cùng một bảng trong giải đấu.
| Nhóm 1 (đội hạt giống)                                                                                  | Nhóm 2 (đội chưa hạt giống)                                                                     |
| --- | ----------------------------------------------------------------------------------------------- |
| 1. Bồ Đào Nha (23) (A1) 2. Chile (38) (B1) 3. Đài Bắc Trung Hoa (40) (C1) 4. Papua New Guinea (50) (C2) | 1. Thái Lan (41) 2. Paraguay (51) 3. Haiti (56) 4. Panama (57) 5. Cameroon (58) 6. Sénégal (84) |

## Lịch thi đấu
Lịch thi đấu và địa điểm thi đấu, không tính thời gian bắt đầu, được xác nhận vào ngày 4 tháng 7 năm 2022. Thời gian bắt đầu được xác nhận vào ngày 5 tháng 11 năm 2022, sau khi bốc thăm vòng play-off. Vòng bán kết sẽ diễn ra từ ngày 18 đến ngày 19 tháng 2, trong khi trận chung kết sẽ diễn ra từ ngày 22 đến ngày 23 tháng 2 năm 2023.
Tất cả thời gian đều được liệt kê theo giờ địa phương, NZDT (UTC+13).

## Bảng A

### Sơ đồ
|  | Bán kết                     | Bán kết |                             |   | Chung kết | Chung kết |
|  |                             |         |                             |   |           |           |
|  |                             |         |                             |   |           |           |
|  |                             |         |                             |   |           |           |
|  |                             |         |                             |   |           |           |
|  | 22 tháng 2, 2023 – Hamilton |         |                             |   |           |           |
|  |                             |         |                             |   |           |           |
|  | Bồ Đào Nha                  | 2       |                             |   |           |           |
|  | Bồ Đào Nha                  | 2       | 18 tháng 2, 2023 – Hamilton |   |           |           |
|  |                             |         | Cameroon                    | 1 |           |           |
|  | Cameroon                    | 2       | Cameroon                    | 1 |           |           |
|  | Cameroon                    | 2       |                             |   |           |           |
|  | Thái Lan                    | 0       |                             |   |           |           |
|  | Thái Lan                    | 0       |                             |   |           |           |

### Bán kết
| Cameroon                     | 2–0      | Thái Lan |
| ---------------------------- | -------- | -------- |
| - Gabrielle Onguéné 79', 81' | Chi tiết |          |

### Chung kết
| Bồ Đào Nha                             | 2–1      | Cameroon           |
| -------------------------------------- | -------- | ------------------ |
| - Diana Gomes 22' - Carole Costa 90+4' | Chi tiết | - Ajara Nchout 89' |

## Bảng B

### Sơ đồ
|  | Bán kết                     | Bán kết |                             |   | Chung kết | Chung kết |
|  |                             |         |                             |   |           |           |
|  |                             |         |                             |   |           |           |
|  |                             |         |                             |   |           |           |
|  |                             |         |                             |   |           |           |
|  | 22 tháng 2, 2023 – Auckland |         |                             |   |           |           |
|  |                             |         |                             |   |           |           |
|  | Chile                       | 1       |                             |   |           |           |
|  | Chile                       | 1       | 18 tháng 2, 2023 – Auckland |   |           |           |
|  |                             |         | Haiti                       | 2 |           |           |
|  | Sénégal                     | 0       | Haiti                       | 2 |           |           |
|  | Sénégal                     | 0       |                             |   |           |           |
|  | Haiti                       | 4       |                             |   |           |           |
|  | Haiti                       | 4       |                             |   |           |           |

### Bán kết
| Sénégal | 0–4      | Haiti                                                                  |
| ------- | -------- | ---------------------------------------------------------------------- |
|         | Chi tiết | - Kethna Louis 45' - Nérilia Mondésir 55' - Roselord Borgella 64', 66' |

### Chung kết
| Chile                     | 1–2      | Haiti                           |
| ------------------------- | -------- | ------------------------------- |
| - María José Rojas 90+11' | Chi tiết | - Melchie Dumornay 45+1', 90+8' |

## Bảng C

### Sơ đồ
|  | Bán kết                     | Bán kết |                             |   | Chung kết | Chung kết |
|  |                             |         |                             |   |           |           |
|  | 19 tháng 2, 2023 – Hamilton |         |                             |   |           |           |
|  |                             |         |                             |   |           |           |
|  | Đài Bắc Trung Hoa           | 2 (2)   |                             |   |           |           |
|  | Đài Bắc Trung Hoa           | 2 (2)   | 23 tháng 2, 2023 – Hamilton |   |           |           |
|  | Paraguay                    | 2 (4)   |                             |   |           |           |
|  | Paraguay                    | 2 (4)   | Paraguay                    | 0 |           |           |
|  | 19 tháng 2, 2023 – Auckland |         | Paraguay                    | 0 |           |           |
|  |                             | Panama  | 1                           |   |           |           |
|  | Papua New Guinea            | Panama  | 1                           | 0 |           |           |
|  | Papua New Guinea            |         |                             | 0 |           |           |
|  | Panama                      | 2       |                             |   |           |           |
|  | Panama                      | 2       |                             |   |           |           |

### Bán kết
| Đài Bắc Trung Hoa                                           | 2–2      | Paraguay                                                       |
| ----------------------------------------------------------- | -------- | -------------------------------------------------------------- |
| - Lai Li-chin 21' - Su Sin-yun 75'                          | Chi tiết | - Dulce Quintana 80' - Lice Chamorro 81'                       |
| Loạt sút luân lưu                                           |          |                                                                |
| - Lai Li-chin - Zhuo Li-ping - Lee Hsiu-chin - Michelle Pao | 2–4      | - Dulce Quintana - Fany Gauto - María Martínez - Lice Chamorro |

| Papua New Guinea | 0–2      | Panama                             |
| ---------------- | -------- | ---------------------------------- |
|                  | Chi tiết | - Marta Cox 12' - Riley Tanner 63' |

### Chung kết
| Paraguay | 0–1      | Panama              |
| -------- | -------- | ------------------- |
|          | Chi tiết | - Lineth Cedeño 75' |

## Cầu thủ ghi bàn
Đã có 19 bàn thắng ghi được trong 7 trận đấu, trung bình 2.71 bàn thắng mỗi trận đấu.
2 bàn thắng
- Gabrielle Onguéné
- Roselord Borgella
- Melchie Dumornay

1 bàn thắng
- Ajara Nchout
- María José Rojas
- Lai Li-chin
- Su Sin-yun
- Kethna Louis
- Nérilia Mondésir
- Lineth Cedeño
- Marta Cox
- Riley Tanner
- Lice Chamorro
- Dulce Quintana
- Carole Costa
- Diana Gomes

## Những đội đủ điều kiện tham dự Giải vô địch bóng đá nữ thế giới 2023
3 đội tuyển giành quyền tham dự Giải vô địch bóng đá nữ thế giới 2023.
| Đội tuyển  | Ngày vượt qua vòng loại | Thành tích tốt nhất tại Giải vô địch bóng đá nữ thế giới1 |
| ---------- | ----------------------- | --------------------------------------------------------- |
| Haiti      | 22 tháng 2 năm 2023     | Lần đầu tham dự                                           |
| Bồ Đào Nha | 22 tháng 2 năm 2023     | Lần đầu tham dự                                           |
| Panama     | 23 tháng 2 năm 2023     | Lần đầu tham dự                                           |

1 Các năm được in đậm là các năm mà đội đó lên ngôi vô địch. Chữ nghiêng là đội chủ nhà trong năm.

## Trận đấu giao hữu
Các trận đấu giao hữu được lên lịch trong khuôn khổ vòng play-off, không liên quan đến các bảng đấu.
| New Zealand | 0–5      | Bồ Đào Nha                                                                                |
| ----------- | -------- | ----------------------------------------------------------------------------------------- |
|             | Chi tiết | - Jéssica Silva 17' - Dolores Silva 42' (ph.đ.) - Ana Capeta 63', 69' - Tatiana Pinto 79' |

| Argentina                                                                                                  | 4–0      | Chile |
| --- | -------- | ----- |
| - Eliana Stábile 40' - Mariana Larroquette 49' (ph.đ.) - Yamila Rodríguez 71' - Florencia Bonsegundo 90+3' | Chi tiết |       |

| New Zealand | 0–2      | Argentina                                      |
| ----------- | -------- | ---------------------------------------------- |
|             | Chi tiết | - Mariana Larroquette 17' - Aldana Cometti 90' |

| Thái Lan                | 1–1      | Sénégal                          |
| ----------------------- | -------- | -------------------------------- |
| - Janista Jinantuya 17' | Chi tiết | - Ndeye Awa Diakhaté 67' (ph.đ.) |

| Đài Bắc Trung Hoa                                                                                   | 5–0      | Papua New Guinea |
| --------------------------------------------------------------------------------------------------- | -------- | ---------------- |
| - Chen Yen-ping 29' - Pao Hsin-hsuan 34' - Su Yu-hsuan 37' - Ting Chia-ying 65' - Lee Hsiu-chin 76' | Chi tiết |                  |

| New Zealand | 0–1      | Argentina                 |
| ----------- | -------- | ------------------------- |
|             | Chi tiết | - Mariana Larroquette 77' |